# Drentsche Hoofdvaart
De Drentsche Hoofdvaart (soms: Drentse Hoofdvaart) is het verbindingskanaal in de provincie Drenthe, tussen het Meppelerdiep en de Reest in Meppel en het Noord-Willemskanaal bij Assen. Voor bijna de helft van zijn lengte bevindt zich aan beide zijden van het kanaal lintbebouwing van het dorp Smilde.

## Geschiedenis
Het kanaal is tussen 1767 en 1780 aangelegd als verbetering van de Smildervaart (Drents: Smilliger vaort). De Smildervaart werd als vaart gegraven voor de vervening van de Dieverder en Leggeler Smildervenen in 1612 (tweede opleving na eerste pogingen door kloosters), in opdracht van een aantal Hollandse investeerders waaronder Berent Everts Keteltas en Adriaan en Michiel Pauw op basis van een contract met de Dieverse schulte Berend Ketel. Voor de vervening werden verschillende compagnieën opgericht, waaronder ook een Friese (na een conflict tussen de Hollanders en Ketel). In 1633 werd Adriaan beleend met de Smildervenen, die hiervoor tot een heerlijkheid waren samengevoegd. In hetzelfde jaar vond een inspectie plaats van de vaart onder leiding van waterstaatkundige Adriaan Leeghwater (of zijn jongere broer Jan?) en landmeter Pieter Vinckboons, die een aantal verbeteringen aan het diep voorstelden. Deze werden echter pas rond 1650 doorgevoerd. De Smildervaart bleef echter een klein kanaaltje dat alleen geschikt was voor kleine turfschepen.
Met het verdwijnen van de interesse van de Hollandse kooplieden (interne conflicten en sterfgevallen) raakte het kanaal in verval. In 1678 werd een nieuwe poging tot vervening ondernomen onder leiding van de Amsterdammer Cornelis Varlet, maar na zijn dood in 1721 verkocht zijn dochter Sara hun octrooi uiteindelijk in 1751 aan de Friese Opsterlandse Veencompagnie (in de persoon van grietman Daniel de Blocq Lycklama à Nijeholt). Deze maakte een begin met het doortrekken van de Smildervaart naar de Haler, Witter en Hijker Smildervenen en met het graven van een verbindingsvaart met de Opsterlandse Compagnonsvaart. Rond 1750 werd het kanaal verlengd tussen het Meppelerdiep en Dieverbrug.
Op 23 april 1767 droegen de Friezen de vaart over aan de Landschap Drenthe. Het Landschap gaf hetzelfde jaar opdracht tot het ontsluiten van de venen in Witten en Halen door het doortrekken van de Smildervaart tot aan Assen, waarmee de Drentsche Hoofdvaart een feit zou worden. In 1771 werd het eerste turf vervoerd naar Meppel. Tussen 1772 en 1774 werd de vaart doorgetrokken naar Kloosterveen, in 1774 werd het eerste deel van de Asserwijk en De Vaart in het verlengde ervan. In 1780 werd het laatste stuk voltooid, tussen de Grietmanswijk en de 'haven' De Kolk (in 1809 waren er plannen om er een haven van te maken, maar het is er niet van gekomen) in Assen. Van de andere plannen die de Friezen maakten, werden sommige pas in de tweede helft van de 19e eeuw uitgevoerd.
Op 7 oktober 1780 hadden de inwoners van Assen het genoegen om het 'Nieuwe Kanaal ten einde te zien brengen'.
Op een kaart uit 1812 heeft het kanaal de naam De Smildinger Hoofdvaart. Op deze kaart zijn alleen het kanaal en de omgeving getekend van de Norgervaart naar Assen.

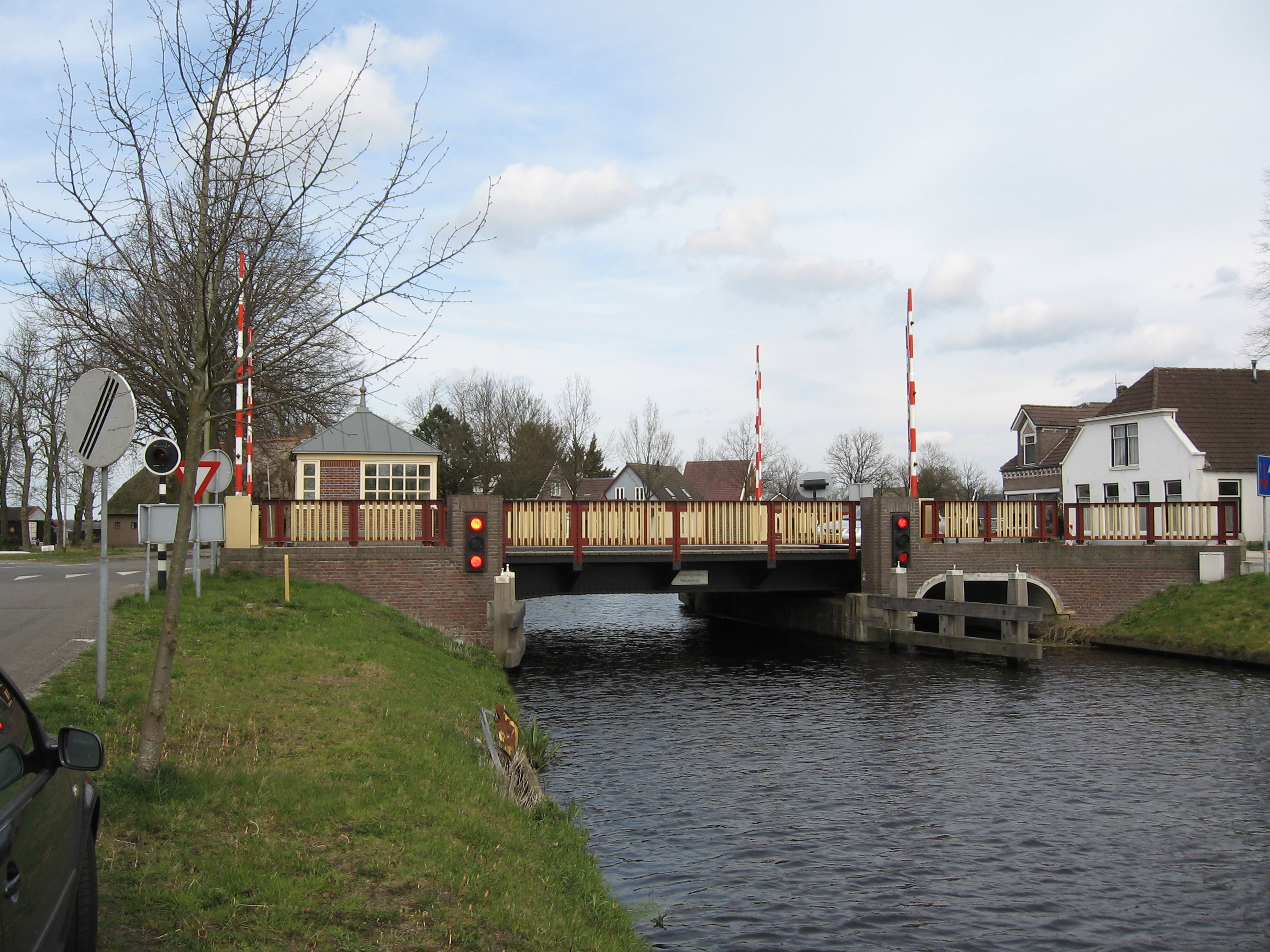
De Norgerbrug nabij de aftakking naar de Norgervaart. Het ontwerp van deze brug dateert uit 1931. In 2002 is de brug vervangen door eenzelfde uitvoering.

## Hydrologie en gebruik
In het kanaal monden de Witte Wijk (de verbinding, via de Opsterlandse Compagnonsvaart, naar Appelscha), het Oranjekanaal, de Beilervaart en de Norgervaart uit.
Het kanaal vervult een belangrijke afwateringsfunctie voor het hooggelegen middengedeelte van de provincie Drenthe. Het kanaalgedeelte tussen Assen en de Venesluis ligt het hoogst. Er wordt zowel bij Assen (sluis Peelo) als bij de Venesluis bij het schutten water verloren dat door lokale beekjes aangevoerd moet worden. In natte perioden is dat prettig, omdat zo overtollig water snel afgevoerd kan worden, maar in droge perioden is de aanvoer van water vaak  onvoldoende. Begin 19e eeuw was de Drentsche Hoofdvaart een doodlopend kanaal met eindpunt (en hoogste punt) in Assen. Vandaar kon dus in droge tijd geen water aangevoerd worden. Daarom zijn begin 19e eeuw de Uffeltersluis en de Pastoorsluis omgebouwd tot schepradsluis, die het water weer terugpompten. De capaciteit van dit systeem was onvoldoende door de grote verdamping in de zomer, en dit systeem werd  daarom weer verlaten. Later is dit probleem opgelost door gemalen bij de sluizen te bouwen, zoals bijvoorbeeld het nog steeds bestaande pomphuisje bij de Uffeltersluis. Bij de aanleg van het Noord-Willemskanaal werd dit probleem nog groter, door mogelijke schutverliezen in de toen nieuw te bouwen Peelo sluis. In de concessie voor de aanleg van dat kanaal staat dan ook expliciet dat er een (stoom)gemaal moet komen om water uit het Loonerdiep en het Deurzerdiep in dit kanaalpand te pompen.
Het kanaal werd in de 19e eeuw gebruikt voor het vervoer van turf, passagiers, voedsel en alles wat de bevolking nodig had. Dit ging door tot ver in de 20e eeuw. Het werd ook gebruikt voor het vervoer van bouwmaterialen, suikerbieten, aardappelen, meel. De laatste 20 à 30 jaar van de 20ste eeuw is het gebruik verschoven naar de pleziervaart.

## Bruggen
Over het kanaal liggen 30 bruggen. Voor een compleet overzicht:

## Sluizen
Het kanaal heeft zes sluizen (van noord naar zuid):
- de Venesluis, ten noorden van Geeuwenbrug
- de Haarsluis, ten zuiden van Geeuwenbrug
- de Dieversluis, bij Dieverbrug
- de Uffeltersluis, bij Uffelte
- de Pastoorsluis, bij Havelte
- de Paradijssluis, 1 km ten noorden van Meppel

In de loop van de tijd zijn de Halfwegensluis, de Witteltersluis en de Boschkampssluis vervallen.

## Kenmerken van de vaarweg
Het hele kanaal is CEMT-klasse 0. Het kanaal heeft een vaardiepte tussen KP -3,40 m en -2,50 m. Toegestaan zijn schepen van maximaal 26,76 m lengte, 5,80 m breed en met een diepgang van 1,55 m.